# Live at Winterland '76
Live at Winterland '76 is een livealbum van Electric Light Orchestra (ELO). 
In hun carrière als band bracht ELO slechts een livealbum uit: The night the light went on in Long Beach uit 1974. Toen de band uit elkaar viel verschenen alsnog liveopnamen van ELO; eerst van een concert in Wembley en vrijwel direct daarna Live at Winterland '76. Het (deels) geregistreerde concert vond plaats tijdens de concerten om het album Face the music te promoten. De langste track is echter de Eldorado Suite, een samenvatting van de muziek van het album Eldorado. Ook is te horen de enige hit van The Move (voorloper van ELO) getiteld Do ya, dat even later in een herbewerking zou verschijnen op het studioalbum A New World Record. Kelly Groucutt (bassist) zong de eerste zangstem tijdens sommige nummers en er zijn twee instrumentale soli van cellist Hugh McDowell en violist Mik Kaminski. Winterland is een concertzaal in San Francisco.

## Musici
- Jeff Lynne – zang, gitaar
- Kelly Groucutt – zang, basgitaar
- Richard Tandy – toetsinstrumenten
- Bev Bevan – drumstel
- Mik Kaminski – viool
- Hugh McDowell, Melvyn Gale – cello

## Muziek
Alle teksten en muziek van Jeff Lynne, behalve Roll Over Beethoven van Chuck Berry

| Nr. | Titel                                                                                       | Duur  |
| --- | ------------------------------------------------------------------------------------------- | ----- |
| 1.  | Fire on high                                                                                | 5:28  |
| 2.  | Poker                                                                                       | 4:02  |
| 3.  | Nightrider                                                                                  | 4:37  |
| 4.  | Showdown                                                                                    | 4:43  |
| 5.  | Eldorado suite (exclusief Poor Boy (The Greenwood), inclusief Can't Get You Out of My Head) | 13:14 |
| 6.  | Strange magic                                                                               | 5:07  |
| 7.  | Medley: 10538 overture/Do ya                                                                | 5:27  |
| 8.  | Evil woman                                                                                  | 4:39  |
| 9.  | Ma-Ma-Ma Belle                                                                              | 6:37  |
| 10. | Roll Over Beethoven                                                                         | 6:38  |